# (1696) Nurmela
(1696) Nurmela es un asteroide perteneciente al cinturón de asteroides descubierto por Yrjö Väisälä el 18 de marzo de 1939 desde el observatorio de Iso-Heikkilä, Finlandia.

## Designación y nombre
Nurmela recibió inicialmente la designación de 1939 FF.
Más adelante se nombró por el filólogo finlandés Tauno Kalervo Nurmela (1907-1985).

## Características orbitales
Nurmela está situado a una distancia media del Sol de 2,262 ua, pudiendo alejarse hasta 2,483 ua. Su excentricidad es 0,0979 y la inclinación orbital 6,038°. Emplea 1243 días en completar una órbita alrededor del Sol.